# مزرعه محمدعلی عمیقی
مزرعه محمدعلی عمیقی یک آبادی در ایران است که در استان یزد واقع شده‌است.